# زست
زست (انگلیسی: Zest) یک نشان تجاری صابون و ژل دوش آمریکایی است، که در سال ۱۹۵۵ توسط شرکت پروکتر اند گمبل در آمریکا ایجاد شده‌است.